# Sommette
Pour les articles homonymes, voir Sommette (homonymie).
Sommette est une localité de Sommette-Eaucourt, dont elle est le chef-lieu, et une ancienne commune française, située dans le département de l'Aisne en région Hauts-de-France.
Elle a fusionné avec Eaucourt depuis une ordonnance du 2 juin 1819. La nouvelle entité prend le nom de Sommette-Eaucourt.

## Toponymie
Le nom de la localité est attesté sous les formes Sumete (1134) ; Terra de Sumeta (1143) ; Summeta (1148) ; Souzmete (1298) ; Sommeta (1303) ; Soumete (1303) ; Somnete (1312) ; Sommecte (1486) ; Sommette-lez-Ham-en-Vermandois (1387) ; Sommettes (1666).

Le nom de la commune provient de celui de la rivière Sommette.

## Histoire
La commune de Sommette a été créée lors de la Révolution française. Le 2 juin 1819, elle fusionne avec la commune voisine d'Eaucourt par ordonnance et la nouvelle entité prend le nom de Sommette-Eaucourt.

## Administration
Jusqu'à sa fusion avec Eaucourt en 1819, la commune faisait partie du canton de Saint-Simon dans le département de l'Aisne. Elle appartenait aussi à l'arrondissement de Saint-Quentin depuis 1801 et au district de Saint-Quentin entre 1790 et 1795. La liste des maires de Sommette est :
| Période                                  | Période | Identité | Étiquette | Qualité |
| ---------------------------------------- | ------- | -------- | --------- | ------- |
|                                          |         |          |           |         |
| Les données manquantes sont à compléter. |         |          |           |         |

## Démographie
Jusqu'en 1819, la démographie de Sommette était :
| 1793 | 1800 | 1806 | 1821 |
| ---- | ---- | ---- | ---- |
| 125  | 120  | 149  | 166  |